# Мужун Цзюнь
Мужун Цзюнь (кит. 慕容儁, пиньинь Mùróng Jùn, 319—360), взрослое имя Сюаньнин (宣英) — сяньбийский вождь, император государства Ранняя Янь с храмовым именем Ле-цзу (烈祖) и посмертным именем Цзинчжао-ди (景昭帝).

## Биография
Мужун Цзюнь родился, когда его отец Мужун Хуан был ещё наследником Мужун Хуэя. В 333 году Мужун Хуэй скончался, и Мужун Хуан объявил себя «Ляодунским удельным гуном» (辽东郡公). В 337 году Мужун Хуан провозгласил себя «Яньским князем» (燕王), а в 341 году получил официальное подтверждение этого титула от империи Цзинь, вассалом которой формально являлся.

### Вступление на престол
В 344 году Мужун Цзюнь вместе с дядей Мужун Пином был поставлен во главе войск, атаковавших государство Дай. В 346 году Мужун Хуан поставил его во главе войск, выступивших против государства Пуё. В 348 году Мужун Хуан скончался, и Мужун Цзюнь унаследовал его титул «Яньского князя».
В 349 году умер Ши Ху — император государства Поздняя Чжао, и в стране началась борьба между его сыновьями. Мужун Цзюнь решил воспользоваться ситуацией, и весной 350 года начал наступление, быстро захватив Цзичэн, куда перенёс столицу страны, и всю бывшую провинцию Ючжоу (север современной провинции Хэбэй). В это время от Чжао откололось государство Вэй, и чжаоский император Ши Чжи предложил Мужун Цзюню союз против вэйского правителя Жань Миня. Мужун Цзюнь согласился, и его войска сняли осаду со столицы Ши Чжи — города Сянго (в нынешнем Синьтае в провинции Хэбэй). Ши Чжи отправил генерала Лю Сяня против войск Жань Миня, но тот не только был разбит ими, но и настолько перепугался, что согласился убить Ши Чжи. Вернувшись в Сянго, Лю Сянь убил Ши Чжи, в результате чего государство Чжао прекратило своё существование. В 352 году вэйские войска были разбиты яньцами, а Жань Минь попал в плен и был казнён по приказу Мужун Цзюня. Разгромив два государства, Мужун Цзюнь решил, что можно больше не быть цзиньским вассалом, и зимой 352 года провозгласил себя императором.
В 355 году его двоюродный брат Дуань Кай (цзиньский вассал с титулом «Циский князь»), контролировавший Шаньдунский полуостров, написал ему письмо, отрекаясь от него за то, что тот порвал с империей Цзинь и провозгласил независимость. Мужун Цзюнь отправил войска и в 356 году захватил Шаньдунский полуостров, а в 357 году казнил Дуань Кая. В 357 году столица Янь была перенесена в Ечэн.

### Конец правления
В 358 году, готовясь к войне против империи Цзинь и государства Ранняя Цинь, Мужун Цзюнь объявил крупномасштабную мобилизацию, но после петиции Лю Гуя немного уменьшил её размеры. В 359 году цзиньские силы атаковали Янь, но были отбиты, после чего яньские войска постепенно взяли под контроль земли современной провинции Хэнань, лежащие к югу от реки Хуанхэ. В 360 году Мужун Цзюнь заболел и умер, и на престол взошёл его сын Мужун Вэй.